# Sipocot
Sipocot é um município de  primeira classe de renda municipal (d) na província Camarines Sul, nas Filipinas. De acordo com o censo de 1 de maio  de  2020 possui uma população de 68 169 pessoas e 15 678 domicílios.